# クロラニル
クロラニル(Chloranil)は、分子式C6Cl4O2のキノンである。テトラクロロ-1,4-ベンゾキノンとしても知られ、黄色の固体である。ベンゾキノンと同様の平面状分子で、温和な酸化剤として働く。

## 試薬
クロラニルは、ベンジルよりも強い水素受容体として働き、シクロヘキサジエンのベンゼンへの変換等の芳香族化反応に用いられる。
クロラニルは、遊離の第二級アミンの試験にも用いられる。この試験は、プロリン誘導体の存在の確認に有益である。また、第二級アミンの脱保護が成功したことの確認にも用いられる。第二級アミンは、p-クロラニルと反応し、アミンの種類に応じて茶色、赤色、橙色の誘導体を形成する。これらの反応では、アミンはキノンの環から塩素を除去する。